# バック島
バック島（アレウト語:Ukdaxsxix）とは、アリューシャン列島フォックス諸島を構成する一つの島である。

## 地理
ウナラスカ島海岸の南西のカシェガ湾に位置している。長さ約650メートル、最高地点17メートルの無人島。

## 歴史
1944年にこの島の名前が名付けられた。